# اعتراضات ۲۰۱۹–۲۰۲۲ شیلی
اعتراضات ۲۰۱۹–۲۰۲۲ شیلی (انگلیسی: 2019–2022 Chilean protests) اعتراضاتی مردمی بود که در چندین شهر شیلی در واکنش به بالا بردن هزینه متروی سانتیاگو، بالارفتن هزینه زندگی، نابرابری رایج در کشور و خصوصی‌سازی، شعله‌ور شد. اعتراضات، از پایتخت شیلی، سانتیاگو، آغاز شد و دانش‌آموزان برای نپرداختن هزینه رفت و آمد، دست به کارزار هماهنگی زدند و با تصرف ایستگاه‌های اصلی شهر، با پلیس، درگیر شدند.
عامل اولیه شروع این اعتراضات بالا بردن قیمت سرویس نقلیه عمومی بود که در تاریخ ۶ اکتبر ۲۰۱۹ اجرا شد و در پی این افزایش قیمت دانش اموزان اقدام به اجتناب از پرداخت بلیط گسترده در مترو کردند تا اینکه با رودرویی پلیس در ۱۸ اکتبر وضعیت وخیم شد و در چندین مورد گروه‌هایی از تظاهرکنندگان به تصرف بسیاری از ایستگاه‌های شبکه متروی شهری پرداختند و آنها را از کار انداخته و خساراتی وارد کردند، آنچنانکه شبکه متروی زیرزمینی متوقف شد و وزیر امور داخلی و امنیت عمومی آقای آندرس چادویک به باز کردن پرونده قضایی برای کسانیکه دست به تخریب و آتش‌سوزی زده بودند، اقدام نمود.
در همان روز، رئیس‌جمهور وقت شیلی سباستین پینیه‌را اعلام وضعیت اضطراری کرد و ارتش شیلی را برای برقراری نظم و جلوگیری از تخریب اموال عمومی و سرکوب نیروهای معترض به مناطق مختلف اعزام کرد. در ادامه، در شب ۱۸ اکتبر چندین تظاهرات، غارت مغازه‌ها و خشونت‌هایی در کل کشور شکل گرفت بطوریکه در ۱۹ اکتبر سباستین پینیه‌را در جاهای مختلف در منطقه شهری سانتیاگو بزرگ حکومت نظامی اعلام کرد. این وضعیت ساعتی بعد به پنج منطقه دیگر کشور گسترش یافت و در ۲۳ اکتبر وضعیت اضطراری برای ۱۵ منطقه در کشور و پایتخت اعلام شد.
از روز یکشنبه ۲۰ اکتبر گردهمایی‌های مسالمت‌آمیز در سراسر کشور در حمایت از تظاهرکنندگان شروع به شکل گرفتن گرفت. در ۲۱ اکتبر در اولین روز کاری، دولت به نرمال بودن وضعیت اصرار کرد و خواهان برگشتن بر سرکار و کلاسها شد. مترو سانتیاگو در این روز فعالیت خود را با باز کردن تعدادی از ایستگاه‌های خط یک با ساعت کاری محدود از سر گرفت. بعد از گذشت پنج روز از تظاهرات در شب ۲۲ اکتبر، سباستین پینه‌را از مردم بخاطر به رسمیت نشناختن مشکلات عذرخواهی کرد و یک‌سری اقدامات تحت عنوان «دستورکار اجتماعی جدید» شامل تغییراتی کوتاه‌مدت و میان‌مدت در زمینه‌های بهداشت، مستمری و حقوق، انرژی، مالیات و مدیریت عمومی اعلام نمود.
بعد از این اعلامیه دولت، تظاهرات همچنان ادامه یافت و فعالین جدیدی از جمله گروهی از کامیونداران و تاکسی‌داران در ۲۴ اکتبر به تظاهرات پیوستند.
در جمعه ۲۵ اکتبر بزرگ‌ترین تظاهرات تاریخ شیلی در سراسر کشور شکل گرفت بطوریکه فقط در پایتخت بیش از ۱۲۰۰۰۰۰ نفر (بیش از ۷٪جمعیت کشور) شرکت کردند.
بر اساس آنالیزهای مختلف، این تظاهرات به نداشتن رهبری و هماهنگی شناخته می‌شود که در سطوح اجتماعی مختلف از طبقه فرودست تا طبقه متوسط در آن حضور داشتند. گرچه دلیل شروع آن به قیمت بالای سرویس نقلیه عمومی نسبت داده می‌شود ولی تجمعات سریع خواسته‌های دیگری را مطرح کرد از جمله هزینه بالای زندگی (تا سال ۲۰۱۹ سانتیاگو دومین شهر گران در آمریکای لاتین بود)، مستمری پایین، هزینه‌های بالای دارو و درمان، مخالفت عمومی به تمام طبقه سیاسی شامل خود قانون اساسی طی سال‌های اخیر. این اعتراضات بزرگ‌ترین ناآرامی پس از دوران دیکتاتوری نظامی آگوستو پینوشه از نظر تعداد معترضین، میزان آسیب به زیرساخت‌های عمومی و مداخلات دولت لقب گرفت. طبق نظر خود دولت شیلی ۳۲ کشته در اکتبر ۲۰۱۹ تأیید شد ازجمله ۱۵ نفر در آتش‌سوزی، ۷ نفر در درگیری بین شهروندان و ۵ نفر با درگیری با افراد یوتیفرم‌پوش. بعلاوه، ۳۴۰۰ نفر در بیمارستان بستری شدند. ۲۰۰۰ نفر از نیروهای پلیس نیز زخمی شدند. انستیتو ملی حقوق بشر شیلی تعداد بازداشت‌شدگان را ۸۸۱۲ نفر اعلام کرد همچنین موارد شکنجه توسط نیروهای نظامی را نیز گزارش کرد. در ۲۸ اکتبر، رئیس‌جمهور پینیه‌را در واکنش به ناآرامی‌ها هشت تن از وزاری کابینه خود را تغییر داد و وزیر کشور خود آندرس چادویک را برکنار کرد. در ۱۵ نوامبر، بیشتر احزاب سیاسی که در کنگره ملی نماینده داشتند توافق‌نامه‌ای برای فراخوان همه‌پرسی ملی در آوریل ۲۰۲۰ در مورد ایجاد یک قانون اساسی جدید امضا کردند.
در ۲۵ اکتبر ۲۰۲۰، ۷۸٫۲۸ ٪ در توافق با تغییر قانون اساسی رای مثبت دادند. در ۱۶ می ۲۰۲۱ انتخابات برای انتخاب ۱۵۵ عضو شیلیایی کنوانسیون نوشتن قانون اساسی جدید برگزار شد.
پاندمی با ظهور فاصله گذاری اجتماعی و قرنطینه باعث کاهش شدت تظاهرات شد و در ۱۹ دسامبر ۲۰۲۱ رهبر سابق دانشجویی گابریل بوریک ۳۵ ساله چپ‌گرا برنده انتخابات ریاست جمهوری شیلی شد. در دولت او همه‌پرسی برای تأیید یا رد قانون اساسی جدید تهیه شده توسط کنوانسیون قانون اساسی برگزار شد که با ۶۲٪ مخالف در مقابل ۳۸٪ موافق رد شد و فرایند تغییر قانون اساسی را باز گذاشت که هنوز بحث‌وگفتگو بین دولت، مجلس سنا و نمایندگان در مورد آن ادامه دارد ولی به اصطلاح «اکتبریون» متوقف شدند.